# Departure (HYのアルバム)
『Departure』（デパーチャー）は、HYの1枚目のオリジナル・アルバム。

## リリース
2001年9月22日、沖縄県限定でリリース。翌2002年4月10日に全国版「Ocean パッケージ」がリリースされた。その後も再発され、2005年には「RED STYLE Version」、2006年には「Spring Version」と、合わせて4種類発売されている。

## 制作
レコーディング及び初回リリース当時、メンバーは高校3年生だった。
スケジュールは非常にタイトで、寝る時間も惜しんで朝方までレコーディングしていた。仲宗根は「普通、レコーディングってあんな詰めて録らないでしょ!って今なら思う」と後に語っている。
また仲宗根によると、当時メンバーが人見知りで「思ってることをあまり言うことができず、仮に相手が間違ってたとしても“これが当たり前なんだ”って思って飲み込んでしまう」性格だったこともあり、「レコーディングの時も夜になったら眠たくなるのは当たり前なのに、“寝たいって言ったら怒られるんじゃないか”とか思っていたし、“レコーディングは朝から晩までやってるのがロック”みたいなイメージもあったから、隠れて（機材室で）寝て、誰かが機材室に来たと思ったらすぐ起きて、“ここでピアノの練習してました”みたいなふりをして」いたという。ドラムのバスドラの中に入ってる布団をこっそり持って寝て、誰かが来たら“歌詞を書いてました”みたいな感じで誤魔化したり、酷い時は「目をつぶって感情込めてるように」ピアノを弾いてるふりをしながら寝ていたこともあるという。また、新里はグランドピアノの下で寝ていたという。
また、（「今思えば不思議なんですけど」と前置きした上で）当時のプロデューサーに「アーティストはレコーディングをするってなったら歌詞は見ちゃいけないんだよ」と言われたのを真に受けて必死に歌詞を見ないで歌ったため、書かれてる歌詞と仲宗根が歌っている歌詞が違うものがある。
2ndアルバム『Street Story』のヒットにより、本作もオリコンチャート7位を記録。

## 収録曲
「ホワイトビーチ」「Ocean」はミュージック・ビデオも存在する。
| #         | タイトル           | 作詞                        | 作曲                   | 時間  |
| --------- | ------------------ | --------------------------- | ---------------------- | ----- |
| 1.        | 「ホワイトビーチ」 | Hideyuki Shinzato・Tun・Izu | Hideyuki Shinzato・Izu | 5:19  |
| 2.        | 「革命」           | Tun                         | Tun                    | 3:13  |
| 3.        | 「ソテツ」         | Hideyuki Shinzato           | Hideyuki Shinzato      | 4:45  |
| 4.        | 「Ocean」          | Hideyuki Shinzato           | Hideyuki Shinzato      | 5:27  |
| 5.        | 「兼久商店」       | Hideyuki Shinzato           | Hideyuki Shinzato      | 2:33  |
| 6.        | 「My Life」        | Shingo                      | Yuhei                  | 5:03  |
| 7.        | 「旅立ち」         | Tun                         | Tun                    | 4:53  |
| 合計時間: | 合計時間:          | 合計時間:                   | 合計時間:              | 31:13 |

1. ホワイトビーチ
  - コカ・コーラのCMで使用された。
  - 福岡ソフトバンクホークスの東浜巨選手の登場曲でもある。
2. 革命
3. ソテツ
4. Ocean
5. My Life
6. 旅立ち